# Mao Yigang
Mao Yigang - en xinès :毛以鋼- (Pequín, 1957) és una pintora xinesa. Graduat a l'Acadèmia Central de Drama de la Xina (en xinès: 中央戏剧学院; pinyin: Zhōngyāng Xìjù Xuéyuàn) a Pequín. Membre de l'Associació Xinesa d'Artistes (中国艺术家协会) que és la principal institució artística del seu país. Ha participat en diverses exposicions tant al seu país com a l'estranger. Els temes de les seves pintures són paisatges, persones del món rural, nus femenins amarats d'erotisme. Els seus treballs són presents en diverses publicacions com “Pintura contemporània xinesa a l'oli”. Col·leccionistes del Japó, Hong Kong, Amèrica i Europa s'han interessat pel seu art.